# Giovanna Hardcore
Giovanna Hardcore è un singolo della rapper italiana Myss Keta, pubblicato il 28 agosto 2020 dalla Universal Music Group come primo estratto dal secondo EP, Il cielo non è un limite.

## Video musicale
Il videoclip del brano, diretto da Giada Bossi e girato in Valle d'Aosta, è stato pubblicato sul canale Vevo-YouTube di Myss Keta il 1º settembre 2020. Nel video Myss Keta interpreta una moderna versione di Giovanna d'Arco, figura da cui trae ispirazione il brano.

## Tracce
Testi di Dario Pigato, Stefano Riva, Myss Keta.
1. Giovanna Hardcore – 3:06